# Piotr Lenartowicz
Pour les articles homonymes, voir Lenartowicz.
Piotr Lenartowicz, né le 25 août 1934 à Varsovie et  mort le 10 octobre 2012 à Cracovie, est un philosophe, médecin et biologiste polonais.

## Biographie
En 1951, il se présente au baccalauréat] dans le Gymnase Jean III Sobieski à Cracovie. En 1952, il commence des études à la Faculté de Médecine de l’Académie de Médecine où il obtient le diplôme de médecin en 1958. Depuis 1956, il travaille en tant qu’assistant dans le Département de Physiologie de l’Académie de Médecine à Varsovie. En 1958, il est versé au département de physiologie de l’Académie polonaise des sciences à Varsovie. En 1961, il obtient le titre de docteur à la Faculté de Médecine de l’Académie de Médecine à Varsovie, à la suite de la présentation et de la soutenance de sa thèse dont le sujet est : Influence des sels d’ammonium sur l’électrocorticogramme et les potentiels du cortex directement évoqués.
Il entre dans la Compagnie de Jésus le 1er novembre 1960. Dans les années 1962-1965, il étudie la philosophie à la Faculté de Philosophie de la Compagnie de Jésus à Cracovie où il obtient le degré canonique d’études de Ier cycle en philosophie correspondant à la maîtrise. Ensuite, il étudie à la Faculté de Théologie Bobolanum à Varsovie (1965-1969) où il obtient également le diplôme d’études de Ier cycle. Il est ordonné prêtre le 17 juin 1968 à Varsovie.
En 1971, il commence des études de doctorat à l’Université Grégorienne de Rome et, en travaillant en même temps comme chapelain (aumônier) à la Cathédrale de Westminster à Londres, il suit, à l'université d'Oxford, les séminaires sous la direction de professeur Rom Harré. En 1975, il devient docteur en philosophie à l’Université Grégorienne de Rome avec sa thèse intitulée Phenotype-Genotype Dichotomy: an essay in theoretical biology: An Essay in Theoretical Biology.
En 1985, il obtient le titre de docteur habilité à la Faculté de Philosophie de l’Académie pontificale de Théologie (actuellement l’Université pontificale Jean-Paul II de Cracovie), grâce au livre édité sous le titre Éléments de philosophie du phénomène biologique (Cracovie, 1986). En 1991, le Grand Chancelier de la Faculté de Philosophie de la Compagnie de Jésus, Peter Hans Kolvenbach – préposé général des Jésuites, après l’obtention de nihil obstat de la Congrégation de Vatican pro Institutione Catholica, le nomme professeur extraordinaire de cette Faculté, puis professeur ordinaire en 1999.
À partir de l’année 1976, il donne des cours à la Faculté de Philosophie à Cracovie (actuellement Ignatianum) sur l’introduction à la philosophie et la philosophie de la nature vivante et, dès l’année 1990, sur la philosophie de la connaissance. Durant le premier semestre de l’année académique 1986/1987, il donne des cours d’histoire de philosophie et de philosophie de la nature à la Faculté de Philosophie de l'Université d'État du Colorado à Fort Collins (États-Unis). À partir de 1991, il enseigne au Haut Séminaire des Pères Capucins à Cracovie. Dans les années 1993-2003, il enseigne à la Faculté de Philosophie de l’Académie pontificale de Théologie à Cracovie. Dans les années 2002-2004, Piotr Lenartowicz est Pro-recteur de l’École supérieure de Philosophie et de Pédagogie Ignatianum à Cracovie. De 1995 jusqu’à 2001, il est président de la Société scientifique des Pères Jésuites à Cracovie. Dès l’année 1995, il est chef de l’Institut de Philosophie de la Nature Vivante à Ignatianum.
Piotr Lenartowicz prend part aux conférences européennes des jésuites consacrées aux recherches dans le domaine des sciences biologiques (Aix-en-Provence 1989, Barcelone 1991, Gdynia 1993) et aux conférences des jésuites – enseignants de philosophie (Zagreb 1995, Cracovie 1998). Il participe également à plusieurs congrès consacrés aux questions de philosophie; il est invité à présenter des cours par plusieurs institutions scientifiques en Pologne et à l’étranger (Autriche, Slovaquie, États-Unis).
Dans les années 1982-1990, il participe aux séminaires « Science-Religion-Histoire » organisés grâce à l’initiative de Jean Paul II à Castel Gandolfo. Avec le professeur Jerzy A. Janik il est rédacteur de 4 volumes de rapports de ces séminaires (Science-Religion-Histoire, 1984, 1986, 1988, 1990).
Piotr Lenartowicz est l’auteur de plus de cent publications.
Ses premières publications avant son entrée à la Compagnie de Jésus, sont dédiées à la neurophysiologie des animaux.
Dans ses plus anciennes publications d’esprit philosophique, Lenartowicz a soumis à son analyse les méthodes et les résultats de la reconstruction de la généalogie de l’homme, en se basant sur l’expérience des recherches paléoanthropologiques. Il a essayé de reconnaître et de discerner les éléments les plus anciens de nos notions sur les hominidés, qui ont été bien documentés, et de les distinguer des facteurs basés sur des principes aprioriques. L’arbre généalogique de l’Homo Sapiens contient un nombre étonnant d’espèces et de genres (par exemple : Australopithecus afarensis, Paranthropus robustus, Homo habilis, Homo erectus, Homo neanderthalensis).
P. Lenartowicz ne mettait pas en doute l’existence des manifestations aussi nombreuses des hominidés. Les doutes se référaient plutôt à leur statut – étaient-ce les formes humaines ou bien pré-humaines ? Étaient-elles réellement de vraies espèces biologiques, dont la position se situait parmi les singes et les hommes historiques présents dans l’Holocène, Homo sapiens ? Selon P. Lenartowicz, il est fort probable que ces nombreuses et variables formes d'hominidés ont été des anciens écotypes éteints (les races paléontologiques) dans le cadre de la même et unique espèce naturelle d'Homo sapiens.
Le deuxième objet important de l'intérêt scientifique de P. Lenartowicz, pratiqué parallèlement, a été la biologie théorique traitée à sa propre manière – une philosophie de la nature vivante. Selon sa position, l’objet fondamental d’intérêt des biologistes et des philosophes de la nature vivante sont les êtres biologiques (substances vivantes), donc – plus précisément – les cycles de vie typiques se reliant entre eux par les lignes de générations. À l’origine d’un cycle vital se trouve l’absorption sélective de matériaux et d’énergie et la création d'organes spécialisés au niveau cytologique, et d'organes au niveau histologique et anatomique. La production de différents matériaux biologiques et, ensuite, la construction des organes implique l’existence d’un facteur actif, imminent, capable de diriger et mettre en corrélation ces activités. L’existence d’un tel facteur est une condition nécessaire de la répétitivité observée dans la caractéristique d’un cycle vital. Les biologistes sont absolument conscients de cette nécessité, et ils attribuent à cette source de la dynamique biologique le nom d’ « information génétique ».
Plusieurs d’entre eux sont convaincus que cette « information génétique (d’évolution) » est un code moléculaire inscrit sur la chaîne d’ADN. D’autres biologistes sont quand même conscients des limites ainsi que du côté fragmentaire de ce code. Selon Lenartowcz, les informations inscrites sur la chaîne d’ADN font penser à une « antisèche ». Le facteur gérant l’évolution met à profit le code moléculaire (cette « antisèche »), mais il n’est pas identique à ce code. La nécessité de matériaux et de formes d’énergie relatifs constatée par la biologie contemporaine ainsi que la condition d’existence d’un facteur intégrant et informateur traduisant une sélectivité extraordinaire et répétitivité de la dynamique du développement (l’évolution) et de la régénération semble, selon P. Lenartowicz, rapprocher la notion d’organisme vivant de l’idée de la « substance vivante » d’Aristote.
L’expérience acquise durant les travaux « empirico-philosophiques » a remarquablement influencé les idées épistémologiques de Lenartowicz. Il a été un partisan déclaré du présentationisme (la conviction que nous connaissons vraiment les objets physiques qui se trouvent dans notre entourage) et opposé à toute forme de représentationisme. Il proclamait « un optimisme ressortant du savoir », dans l’esprit d’Aristote et de Saint Thomas d’Aquin, qui s’appuie sur la conviction que nous sommes capables – dans la vie quotidienne et dans le champ scientifique – d’acquérir au fur et à mesure une connaissance fiable de la réalité. Nous faisons des erreurs, nous nous trompons, mais en même temps nous sommes aptes à nous rendre compte de notre incertitude et d’éliminer les erreurs. La connaissance avec les sens et l’intellect propre à l’être humain repose au départ sur nos aspirations à découvrir la nature de différents objets et phénomènes du monde minéral et vivant, à essayer de comprendre les origines de l’Univers et la genèse de la Vie et de l’ Homme... etc..